# My Feet Keep Dancing
Singles de Chic
My Forbidden Lover
(1979) Rebels Are We
(1980)
My Feet Keep Dancing est une chanson du groupe américain Chic issue de leur album Risqué. Elle est sortie en décembre 1979 en tant que troisième single de l'album. Elle est écrite et produite par Bernard Edwards et Nile Rodgers.

## Liste des titres
Toutes les chansons sont écrites et composées par Bernard Edwards et Nile Rodgers.
| A. | My Feet Keep Dancing                   | 3:51 |
| B. | Will You Cry (When You Hear This Song) | 4:05 |

| A. | My Feet Keep Dancing | 6:46 |
| B. | My Feet Keep Dancing | 6:46 |

## Accueil commercial
My Feet Keep Dancing est le troisième et dernier single de l'album Risqué. 
Le single a eu moins de succès que les deux singles précédents, il atteint notamment la 21e place du Singles Chart britannique et aux États-Unis, il atteint la 42e place du Hot Soul Singles, ainsi que la 3e place du classement Disco avec les titres Good Times et My Forbidden Lover. My Feet Keep Dancing est le seul single de l'album à ne pas atteindre le Billboard Hot 100.

## Classements hebdomadaires
| Classement (1979-80)                   | Meilleure position |
| -------------------------------------- | ------------------ |
| Belgique (Flandre Ultratop 50 Singles) | 29                 |
| États-Unis (Dance Club Songs)          | 3                  |
| États-Unis (Hot Soul Singles)          | 42                 |
| France (IFOP)                          | 55                 |
| Irlande (IRMA)                         | 18                 |
| Royaume-Uni (UK Singles Chart)         | 21                 |